# كلية العالم المتحد الأطلسية
كلية العالم المتحد الأطلسية وتعرف كذلك باسم الكلية الأطلسية (بالإنجليزية: United World College of The Atlantic أو Atlantic College) هي جزء من من كليات العالم المتحد وأولى كلياتها وهي حركة تعليمية دولية تعمل على جمع طلاب من جميع أنحاء العالم لبناء سلام وتفاهم دولي. الكلية تضم 350 طالب من كلا الجنسين تتراوح أعمارهم ما بين 16 و 19 عام، يدرس معظم هؤلاء بمنح دراسية، ويأتون من أكثر من 90 دولة، يدرس الطلاب في الكلية شهادة البكالوريا الدولية وتقع في ويلز.

## خريجون بارزون
- قيس الخنجي: رجل أعمال عماني.
- جمال محجوب: روائي سوداني بريطاني.[1]
- ليونور:[2] اميرة اسبانيا.